# 문 스튜디오
문 스튜디오(Moon Studios)는 오스트리아의 비디오 게임 개발사이다. 2010년 빈에서 설립하였다. 2015년 개발한 《오리와 눈먼 숲》으로 잘 알려져 있으며, 2016년 게임 디벨로퍼스 초이스 어워드에서 신인 기업상을 수상하였다.
2020년, 《오리와 눈먼 숲》의 후속작 《오리와 도깨비불》을 개발하였다.

## 개발한 게임 목록
- 오리와 눈먼 숲
- 오리와 도깨비불